# آن بالمر
آن بالمر (1915 - 6 يوليو 2006) (بالإنجليزية: Anne Palmer)‏ هي لاعبة كريكت أسترالية. شاركت مع منتخب أستراليا الوطني للكريكت.

## وصلات خارجية
- آن بالمر على موقع إي آس بي آن كريك إنفو (الإنجليزية)